# 光谷空轨
光谷空轨，全称光谷中央生态大走廊空轨旅游线，是中华人民共和国湖北省武汉市东湖新技术开发区的悬挂式单轨线路，于2023年9月26日开通运营，为中国首条开通运营的悬挂式单轨系统。本线定位为旅游线路，自北向南沿光谷生态大走廊架设，连接九峰国家森林公园和龙泉山，未来有计划延伸。

## 车站设置

### 一期车站
- 九峰山站 位于九峰山西侧。周边有九峰森林公园、九峰动物园等旅游目的地。
- 高新大道站 位于高新大道与光谷四路路口东南侧。
- 高新二路站
- 高新四路站
- 综保区站
- 龙泉山站 位于龙泉山北麓。可登龙泉山，参观龙泉寺、楚王墓。

### 换乘
- 高新大道站可与武汉轨道交通11号线光谷四路站换乘。
- 高新二路站可与武汉光谷现代有轨电车L2线光谷四路站换乘。

须出站换乘。尚无换乘优惠政策。

## 沿革
2019年5月31日，武汉东湖高新区管委会召开“光谷中央生态大走廊、空中轨道概念方案专题会”，拟建设本条线路。
2020年1月，管委会召开专题会议研究生态大走廊项目，原则同意光谷生态大走廊旅游专线一期工程（九峰山-龙泉山）线路、车站及车辆基地规划方案，并要求尽快完成桩基土建预埋工程工可立项、初步设计批复工作，以便土建预埋工程开工。
2021年11月22日，武汉光谷交通建设有限公司、武汉光谷旅游开发投资有限公司（前者全资子公司，2020年7月成立）就车辆名称、外观方案发起网络投票。12月1日，光谷交通、光谷旅投宣布投票结果，车辆名称为“光谷光子号”，外观设计采用“科技之翼方案”。
2022年8月26日，首列光子号列车下线。同年12月26日，在龙泉车辆基地内试跑。
2023年初，全线轨通，并在2月开始全线综合联调联试，5月11日开始试乘。
2023年9月26日上午10时，光谷空轨旅游线开通运营。

## 线路

### 走向
线路起点位于光谷四路-何刘街路口南侧，沿光谷四路东侧以高架向南延伸。起点站为九峰山站，位于九峰森林公园西侧；出站后线路转向光谷四路机非分隔带向南敷设，上跨九峰一路后转到光谷四路东侧敷设，而后上跨高新大道，在高新大道南侧豹子溪公园内设高新大道站；出站后线路转向东南，沿豹溪路西侧、豹子溪公园内向南敷设，并依次在高新二路南侧、高新四路北侧、高新六路北侧设站；线路出综保区站后继续向南高架敷设，上跨绕城高速后沿规划水道、低洼水塘向南敷设，后转到龙泉山北侧现状非市政道路南侧接入终点站龙泉山站。站后西侧设出入线，跨过龙泉大道接车辆基地。
线路全长约10.5km，设站6座，平均站间距1983m，最大站间距3156m，为综保区站至龙泉山站；最小站间距1394m，为九峰山站至高新大道站。

### 技术方案
采用对称悬挂胶轮型（SAFEGE）轨道。钢制轨道呈箱型，橡胶走行轮行驶于其轨内部，轨道和转向架对称结构。轨道梁箱内有供电轨、道岔设备、各种贵重设备，检修难度较大。

#### 轨道

##### 线路平面曲线
区间正线最小曲线半径一般情况下不超过200m。困难情况下不超过50m，并根据需要进行限速。

##### 线路纵断面
正线最大坡度60‰，困难时不大于80‰。

#### 车站
线路共设6座车站，均为高架站。
正线有效站台长度为34m；全线侧式站台宽度为 9.23m；线路中心线至站台内测边缘的距离为1.32m。
车站均采用路侧三层侧式站台。
车站建筑采用桥建分离装配式钢结构体系。车站结构构件钢梁、钢柱均为工厂预制、现场拼装。
根据车站工程地质情况，基础采用承台+钻孔灌注桩。

#### 轨道梁桥

###### 梁桥结构
高架区间，上部结构采用开口薄壁箱梁。轨道梁为工厂预制、现场拼装。

###### 桥墩
以 T 墩为主，根据线路在道路平面上的位置、立墩及道岔区的需要，部分墩设为门式钢架墩（车辆基地内或者折返线上，需要一个桥墩架起两条以上线路时使用）和T型框架墩。

#### 道岔
正线道岔总长约22m，场段道岔总长约18.96m，直向最高通过速度60km/h，侧向最高通过速度15km/h，转辙时间小于15s。
为确保线路的通行能力，在可行性研究报告中推荐使用本线正线及段场采用可动芯型道岔，实际情况尚不明确。

#### 车挡
正线采用有缓冲功能的车挡，库内线路采用固定式车挡。

#### 车辆基地
本线的车辆基地为龙泉山车辆基地，设置在龙泉山北麓，在龙泉大道的西南，龙泉山站则在龙泉大道的另一侧。
车辆基地内设有洗车线、运用库、检修库、办公楼等设施。满足车辆的日常运用检修，换轮，新车装卸，以及拆、装车功能，场内满足全线自动驾驶的要求。规划远期功能更加完善。

## 运营与行车组织

### 票价
光谷空轨分为单日票，单程票和月票，单程票30元，日票40元（2023年国庆假期结束前为30元），月票120元。
符合条件的军人、残疾人、老人、儿童、中小学生可以享受免票或折扣票价。
目前支持线上、自助售票机购票，支持刷二维码与刷脸进站（暂不支持交通卡）。

### 编组
目前采用两辆编组，可行性研究报告中计划远期采用三辆编组。
根据中车四方的介绍，光子号车辆支持2~6节编组。沿线各站站台最大支持4节编组。
两节编组车定员128人，三辆编组定员200人，站立标准为每平方米4人。

### 列车运行交路
初、近、远期均开行单一交路。
初期，运行交路长度即现有九峰山站-龙泉山站9.9千米。

### 设计运输能力
初期，预计高峰小时开行列车10对，行车间隔6分钟，全线运用列车8列，配车10列，运输能力每小时1300人。
作为为旅游线，在重大节日期间或旅游高峰期，容易产生突发性大客流，超过设计输送能力，造成列车过度拥挤以及大量乘客在站台积压，产生危险，因此，节假日可能采取限流措施。

## 车辆
车辆由青岛中车四方股份公司制造。车辆设计的理念兼顾旅游与通勤。车辆最高速度60km/h（构造速度70km/h）。

### 主要参数
数据来自项目可行性研究报告，可能与最终结果有差异。
| （以下单位为m/s^2）          |                                            |
| 启动加速度（0～30km/h）      | ≥1.0                                       |
| ---------------------------- | ------------------------------------------ |
| 平均加速度（0～60km/h）      | ≥0.5                                       |
| 常用制动减速度               | ≥1.0                                       |
| 紧急制动减速度               | ≥1.2                                       |
| 冲击率极限                   | 0.75                                       |
| （以下单位为mm）             |                                            |
| 车体基本长度                 | 约10000                                    |
| 车体基本宽度                 | 2500                                       |
| 车辆最下部距轨道梁走行面高度 | 3700                                       |
| 车内净高                     | ≥2100                                      |
| 地板面距轨道梁走行面高度     | 3350                                       |
| 每辆车每侧客室门数           | 2                                          |
| 客室门洞高度                 | ≥1870                                      |
| 转向架型式                   | 采用橡胶导向轮与橡胶走行轮结构的两轴转向架 |
| 轴距                         | 1100～1600                                 |
| 定距                         | 5700～7000                                 |
| 导向轮距离                   | ≤3050                                      |

### 外观
经过网民的投票，名为“科技之翼”的外观设计方案成功当选。列车车身涂装选择了一种以蓝、黑灰为主，体现科技感、未来感的方案。夜晚的时候，车身侧部和底部的装饰灯带会亮起。
这个方案也传达了对光谷地区高技术含量产业发展的愿望。
作为旅游车辆，车厢侧面有大范围玻璃窗，底部也设有车窗，便于在空中观景。

### 技术

#### 自动化运行系统
列车运用GOA3级别的自动化运行系统，即准自动驾驶DTO (Driverless Train Operation)。此系统下列车可以自动开始运行和停止，由列车助理控制车门，应对突发事件。
但是，光子号可以额外实现自动开关门。

#### 节能技术
- 永磁同步电机牵引系统[10]
- 车体轻量化
- 再生制动（将制动时的动能转化为电能回收）
- 安装了变频空调

#### 多级减震
列车采用了胶轮系统，列车的舒适度难以和钢轮路轨系统媲美。但是车辆会通橡胶轮胎、空气弹簧、多向复合减振器等减震技术，尽量让运行更平稳。

#### 安全技术
- 车辆具备以下救援方式：

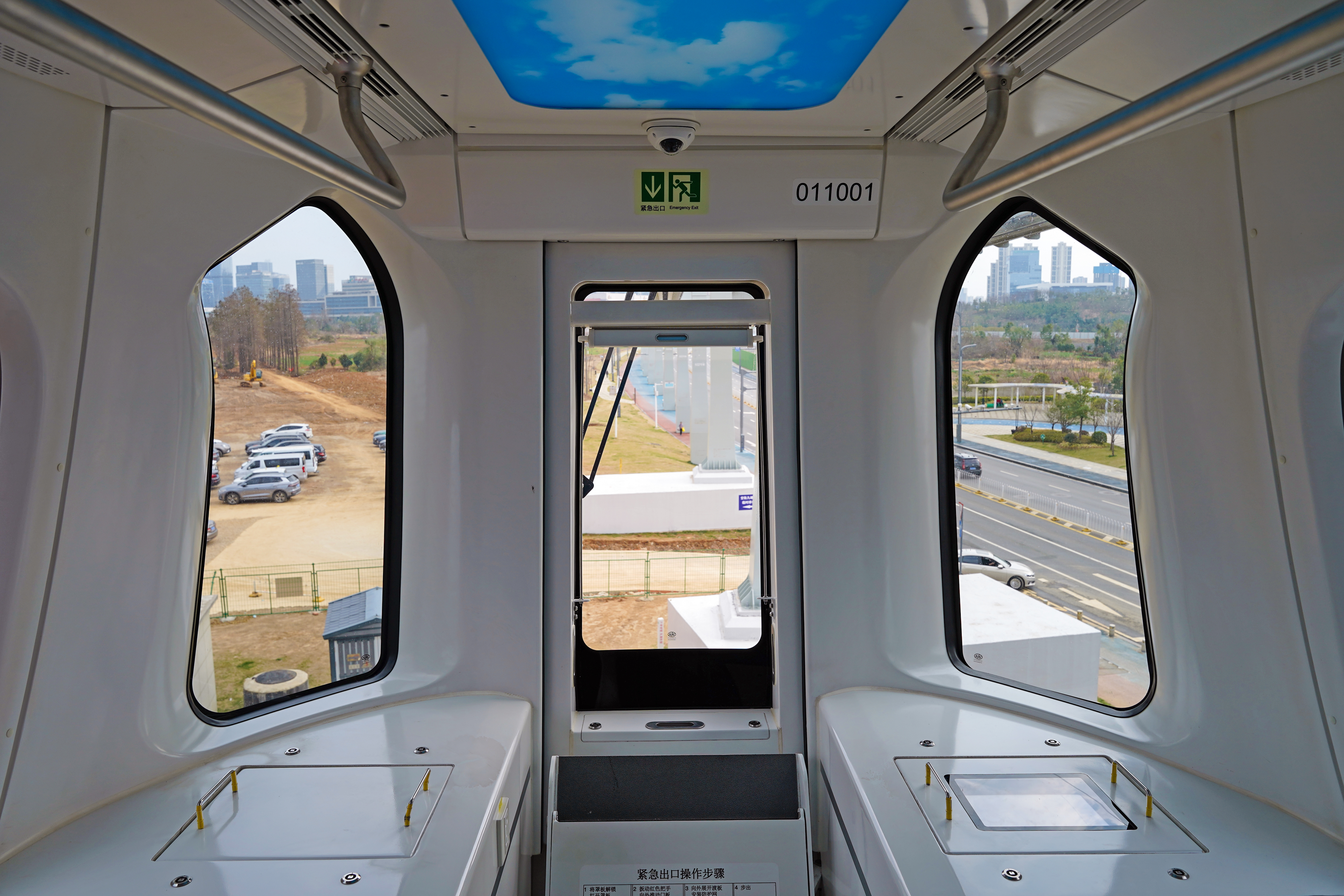
空轨逃生门

  - 正线车辆救援;在车辆丧失牵引能力的情况下，车辆由正线其他运行车辆牵引故障车辆至就近车站疏散乘客；或者在接触轨断电的情况下，车辆由蓄电池/内燃轨道工程车牵引至就近车站疏散乘客的功能。
  - 纵向救援:两列车同在上/下行线路，两列车自动连挂，乘客可通过应急门从事故车辆转移到救援车辆。
  - 横向救援:两列车分别位于上、下行线路上，乘客可通过专用设备从事故车辆横向转移到到救援车辆.
  - 垂直救援:车辆具备通过车辆自带的垂直逃生设备直接疏散乘客到地面。
  - 专用工程机械救援:使用云梯车、特殊吊车等专业工程机械进行救援。
- 如果发生停电，列车依靠备用的超级电容可以行驶到最近的车站。[4]
- 高防火标准。

## 事故
本线开通不到一周便发生事故。2023年10月2日下午，一列列车在临时停车时，有乘客疑似因被困车内过久出现不适而将车门砸坏。客服回应称，线路短时间内已恢复正常营运，并可确保运行安全。